# Lonchocarpus mutans
Lonchocarpus mutans är en ärtväxtart som beskrevs av Mario Sousa. Lonchocarpus mutans ingår i släktet Lonchocarpus och familjen ärtväxter. Inga underarter finns listade i Catalogue of Life.